# 戴子雍
戴子雍（?—?），姬姓，名雍，晋昭公的小儿子。《史记》写作戴子，而《世本》作“相子雍”，《系本》作“昭公生桓子雍”。前457年，韩、赵、魏、智四家大夫赶走晋出公，立戴子雍的孙子骄为君，是为晋哀公。